# کرافورد (شهرستان موبایل، آلاباما)
کرافورد (به انگلیسی: Crawford) یک منطقهٔ مسکونی در ایالات متحده آمریکا است که در شهرستان موبایل، آلاباما واقع شده‌است. کرافورد ۶۴٫۹۲ متر بالاتر از سطح دریا واقع شده‌است.